# Richard Koch (Admiral)
Richard Koch (* 28. Mai 1863; † 9. Juli 1927) war ein deutscher Konteradmiral der Kaiserlichen Marine.

## Leben
Richard Koch trat am 15. April 1881 in die Kaiserliche Marine ein. 1895 war er als Leutnant zur See Wachoffizier auf der Gneisenau.
Als Kapitänleutnant wurde er mit der erneuten Indienststellung am 3. August 1897 Kommandant des Panzerkanonenbootes Crocodil und blieb dies bis 1. Oktober 1897.
Von Juli 1904 bis Dezember 1906 war er als Korvettenkapitän, später als Fregattenkapitän, Kommandant des Kleinen Kreuzers Bremen, welcher als Stationskreuzer in Süd-, Mittel- und Nordamerika eingesetzt war. Anschließend wurde er Chef der Zentralabteilung der Werft in Wilhelmshaven. Am 8. Mai 1907 wurde er in dieser Position zum Kapitän zur See befördert. 1910 wurde er aus der Verfügung des Chefs der Marinestation der Nordsee heraus zum Bibliothekar beim Admiralstab der Marine ernannt. 1914 war er weiterhin in dieser Position. Später war er bis Kriegsende Inspektor des Küstenbezirksamtes V. (Hamburg). Am 13. September 1919 wurde er mit dem Charakter als Konteradmiral aus der Marine verabschiedet.